# Luis Di Matteo
Luis Di Matteo (Montevideo, 10 de mayo de 1934), es un destacado bandoneonista uruguayo especializado en tango y música clásica, y uno de los músicos uruguayos de mayor trascendencia internacional. Tras formarse en Uruguay y Argentina se trasladó a Alemania, donde se instaló profesionalmente actuando y componiendo.

## Biografía
Aprendió a tocar el bandoneón con su padre, actuando con él siendo muy joven. Terminó sus estudios musicales en el conservatorio de su ciudad natal, Montevideo (Uruguay). Su interés por ampliar sus estudios de bandoneón lo llevó a Buenos Aires en la década de 1950, donde conoció a Astor Piazzolla. Desde 1956 y durante siete años, integra el trío y la orquesta de César Zagnoli. En 1962 fundó su primer grupo, un trío con Eduardo Trinchitella y al piano Ruben de la Puente, al que sustituiría Roberto Dionigi. Al año siguiente contrata a Darwin Viscuso (piano) y Néstor Casco (bajo), actuando en TV y realizando grabaciones con su propia formación y con otros músicos. En 1980 dio sus primeras actuaciones en Europa, donde ha estado de gira con regularidad. Entre 1983 y 1986 colaboró con el Conservatorio de Música de Detmold, Alemania. En 1987 escribió la música para la película sueca Negro Dawn (Los Dueños del Silencio). También tuvo la oportunidad de trabajar y grabar con una orquesta de cuerdas, por primera vez, entre 1990 y 1991. En la ciudad de Uliánovsk (donde nació Lenin), grabó composiciones de su autoría con los solistas de cámara de la Orquesta Sinfónica Nacional de Uljanowsk.
Como compositor ha trabajado para diversas formaciones. Entre otros, escribió un concierto para contrabajo y orquesta de cuerda, dúos de violonchelo y violín, y también para violín y piano. Di Matteo hace giras regularmente en Europa. Los últimos diez años ha trabajado principalmente para quinteto de cuerdas, quinteto de saxo y también un proyecto con cuatro bateristas tradicionales de candombe. Una comisión de uno de los festivales clásicos más establecida en Alemania, la Schleswig Holstein Musikfest, le dio fama y también reconocimiento en el mundo clásico.

## Discografía
- Estudio para tres (Mallarini Producciones. Montevideo, Uruguay. 1971)
- Tangos en blue jeans (Mallarini Producciones 30.123. Montevideo, Uruguay. 1973)
- Proceso (Clave 32-1084. Montevideo, Uruguay. Editado como "De Villoldo a Piazzolla" en Buenos Aires, Argentina. 1976)
- Monologando (Sondor 84124. Editado en casete. Montevideo, Uruguay. 1979)
- Rumbo al cenit (Orfeo SULP 90657. Montevideo, Uruguay. 1981)
- Latitud 55 (Orfeo SULP 90709. Montevideo, Uruguay. 1983)
- Tango contemporáneo (Bremmen, Alemania. 1984)
- Le dèrnier (Bremmen, Alemania. 1985)
- Tango (Bremmen, Alemania. 1987)
- Por dentro de mi (Jaro. Bremmen, Alemania. 1988)
- De nuevo ciclo (Bremmen, Alemania. 1991)
- Tangos (Bremmen, Alemania. 1995)
- Escribo para los Ángeles (Jaro. Bremmen, Alemania. 1996)
- Un día de mi vida (Jaro. Bremmen, Alemania. 1998)
- Candombe uruguayo (Jaro. Bremmen, Alemania. 1999)
- Retrospectivo (Bremmen, Alemania. 2004)
- Tango y más allá (Bremmen, Alemania. 2004)
- Iceberg (Perro Andaluz. Montevideo, Uruguay. 2010)
- No todo está perdido (Perro Andaluz. Montevideo, Uruguay. 2013)

#### EP
- A sugerencia del Club (Club de la Guardia Nueva GN 04. Montevideo, Uruguay. 1969)

#### Bandas sonoras
- Los dueños del silencio (banda sonora de un film. Coproducción argentino sueca. 1985)
- La memoria del espejo (banda sonora de un CD de poesía España. 1998)

#### Compilados
- Siempre hay algo nuevo (Bremmen, Alemania. 2004) (Incluye los álbumes Tango y más allá y Retrospectivo.)
- Rejunte (Perro Andaluz. Montevideo, Uruguay. 2005)